# FIBA Diamond Ball 2000
Il torneo di pallacanestro FIBA Diamond Ball 2000 si è svolto a Hong Kong, nel 2000.
Si è svolto solo il torneo maschile.

## Medagliere
| Posizione | Paese      |   |   |   | Totale |
| --------- | ---------- | - | - | - | ------ |
| 1         | Australia  | 1 | 0 | 0 | 1      |
| 2         | Jugoslavia | 0 | 1 | 0 | 1      |
| 3         | Italia     | 0 | 0 | 1 | 1      |
| Totale    | Totale     | 1 | 1 | 1 | 3      |